# Joey Bragg

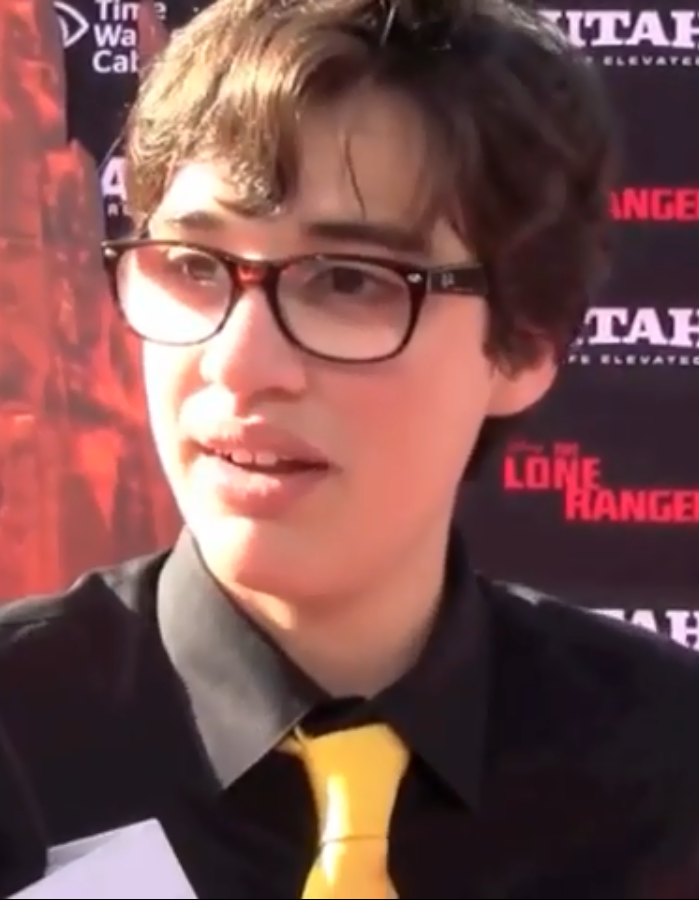
Joey Bragg, 2013

Joey Bragg (* 20. Juli 1996 in Union City, Kalifornien) ist ein US-amerikanischer Schauspieler.
Bragg stand bereits im Alter von 13 Jahren auf der Bühne. Von 2013 bis 2017 spielte er in der Serie Liv und Maddie mit. Darin gab er Joey Rooney, den Bruder der Zwillingsschwestern Liv und Maddie. In Mark & Russel’s Wild Ride (2015) hatte er die Rolle des Mark inne.

## Filmografie
- 2012: The OD
- 2012: Fred 3: Camp Fred
- 2013–2017: Liv und Maddie (Liv and Maddie, Fernsehserie)
- 2014: Jessie (Fernsehserie)
- 2015: The Outfield
- 2015: Mark & Russell’s Wild Ride
- 2016: Criminal Minds (Fernsehserie, Episode 12x05)
- 2017: Wet Hot American Summer: 10 Jahre später (Wet Hot American Summer: Ten Years Later, Miniserie, 3 Episoden)
- 2018: Die Thundermans (The Thundermans, Fernsehserie, 2 Episoden)
- 2018: Vater des Jahres (Father of the Year)